# Svazek obcí Mohyla míru
Svazek obcí Mohyla Míru je svazek obcí dle zákona o obcích v okresu Brno-venkov, jeho sídlem jsou Jiříkovice a jeho cílem je regionální rozvoj. Sdružuje celkem 5 obcí a byl založen v roce 2004.

## Obce sdružené v mikroregionu
- Blažovice
- Jiříkovice
- Prace
- Ponětovice
- Kobylnice